# Pojo

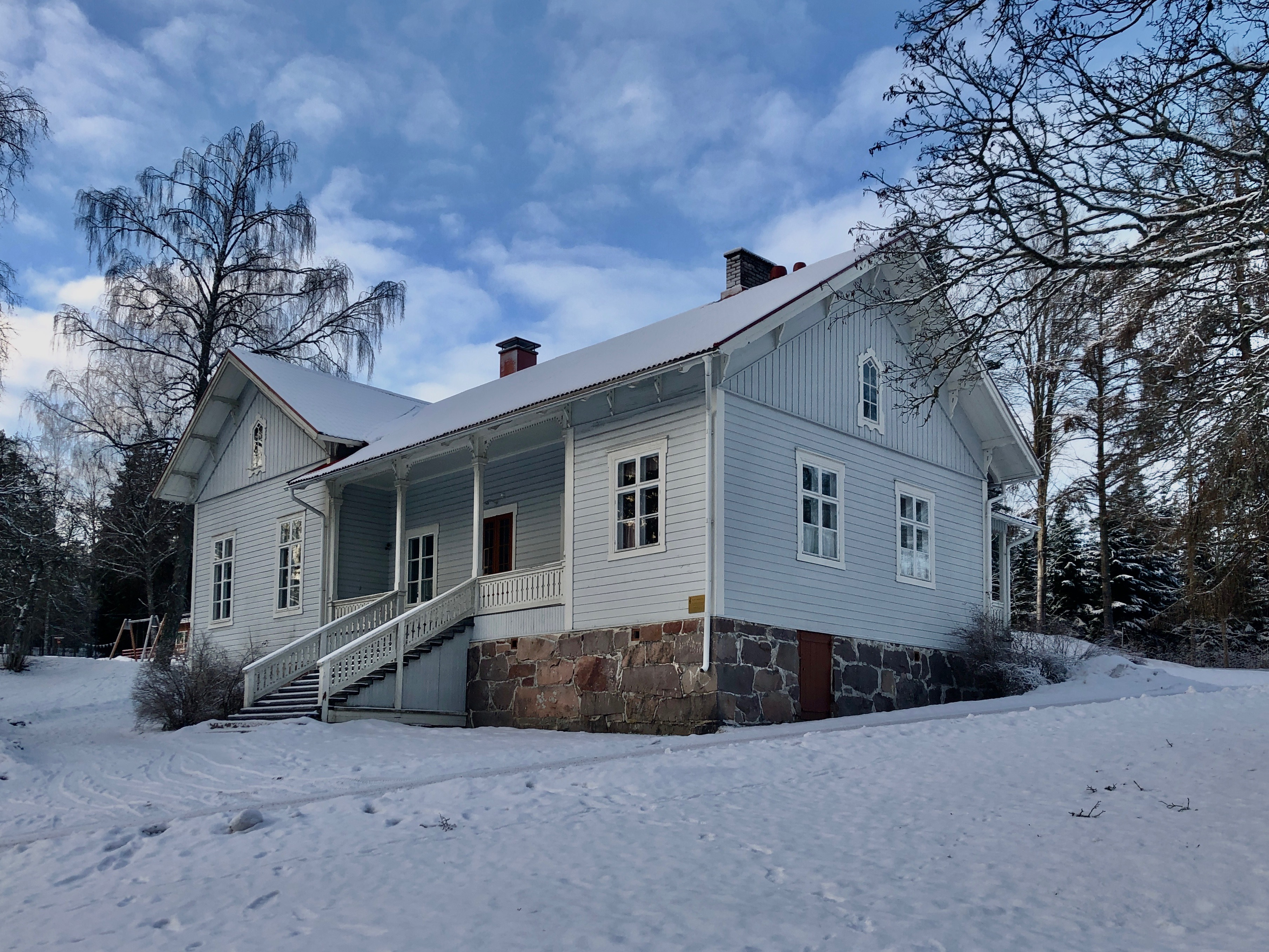
Stämbackens skolhus, Pojo första skola från 1871

Pojo [ˈpu:ju] (finska: Pohja) är en kyrkoby, tätort och stadsdel samt före detta kommun i Raseborgs stad i Finland. Vid årsskiftet 2008/2009 sammanslogs städerna Ekenäs och Karis samt Pojo kommun till en ny storkommun med namnet Raseborg. Pojo kyrkoby ligger vid en fjordliknande vik, Pojoviken, cirka 90 kilometer väster om Helsingfors. 
Under sitt sista år som egen kommun hade Pojo 4 936 invånare, varav den finskspråkiga befolkningen (finnarna) utgjorde en liten majoritet (cirka (59,3 %) och den svenskspråkiga befolkningen (finlandssvenskarna) en minoritet (cirka 37,6 %). Pojos totala areal utgjordes då av 264,80 km² varav 225,80 km² var landyta.  
Folkmängden i Pojo kyrkoby uppgick den 31 december 2012 till 2 153 invånare, landarealen utgjordes av 6,65  km² och folktätheten uppgick till 323,8 personer/ km².

## Historia
Pojo har varit bebyggt sedan 4000-talet f.Kr. Av minnen från forna tider har man hittat spjutspetsar och klubbstenar. Från 2000-talet f.Kr. har man hittat nio båtyxor och fem andra yxor. Från tiden kring Kristi födelse har man hittat järnyxor, sågar och kummelgravar.
Efter korstågen på 1100-talet koloniserades kusttrakterna i södra Finland av svenska nybyggare varvid svenskspråkiga byar uppstod bland annat längs med Pojoviken, eftersom vattnet var den naturliga farleden förr i tiden. Kusttrakterna hade då stått sedan långliga tider relativt öde. Ännu i dag är Pojo en bygd med en betydande andel svenskspråkig befolkning.  
Pojo (gammal skriftform: Poyæ) nämns första gången i en skrift från 1335, men området där Pojo ungefär ligger i dag skall emellertid tidigare ha hetat Skawastadhe (senare bl.a. Skavistad) i en skrift från 1326. 
Pojos historia sträcker sig dock betydligt längre bakåt i tiden. Pojoviken var redan på brons- och järnåldern en handelsväg till innersta Finland. Vattenleden anslöt till en viktig landsväg, den historiska Kungsvägen som går här fram i västostlig riktning. Den nordliga trakten är rik på höga åsar med tiotals sjöar emellan, det finns vattenleder och forsar. Pojos gynnsamma läge invid dessa forsar och vattenleder bidrog till att den blev finländska järnindustrins vagga. Runtomkring de västnyländska forsarna anlades på 1600-talet fem järnbruk, tre av dem i Pojo: Antskog omkring 1630, Billnäs 1639 och Fiskars 1649.
Pojo församling delades på 1900-talet, på grundval av språket, i en finsk och en svensk församling. Vid årsskiftet 2012/2013 grundades i Pojo en byaförening, Pojo kyrkoby byförening.
Raseborgs stad sålde det gamla kommunhuset i Pojo, i mars 2014. Kommunhusets nya ägare har beslutat att låta bygga om byggnaden till ett lyxigt bostadshus.   

### Nyländska sätes- och kungsgårdar från medeltid och 1500-tal
Åminne, Björsby, Brödtorp, Dalkarby, Gennäs, Näsby, Nygård och Sällvik 

## Näringsliv
Småföretagarverksamheten är livlig med företag inom transport, byggnad, metall, hantverk, design, båtbyggeri, livsmedel, lantbruks och plast med mera. 

## Historiska orter tillhörande Pojo före detta kommun
Byar som låg inom före detta Pojo kommun och som numera tillhör Raseborgs stad är: Antkärr, Antskog (fi. Ansku), Baggby, Billnäs (fi. Pinjainen), Björsby, Bockboda, Bollstad, Borgby, Brunkom, Brödtorp, Böle, Dalkarby, Degernäs, Ekerö, Elimo, Fiskars, Forsby, Gammelby, Gennäs, Grabbskog, Grännäs, Gumnäs, Gästerby, Hindraböle, Hällskulla, Järnvik, Kila, Klinkbacka, Kockböle (en del av Persböle), Koppskog, Kvarnby, Kyrkbacka, Lillfors, Munckbacka, Mörby, Nygård, Näsby, Pentby, Persböle, Ramskulla, Sidsbacka, Sjösäng, Skarpkulla, Skogböle (fi. Kuovila), Skogäng, Skrittskog, Skuru, Slicko, Sonabacka, Spakanäs, Starrböle, Stålbacka, Sunnanvik, Svedjeby, Sällvik, Torby, Trädbollstad, Åminne och Åminnefors. 
Fiskarsån rann genom före detta Pojo kommun. Flacksjö var en sjö inom före detta Pojo kommun.
Märk dock att Pojo gård ligger i  Bjärnåtraken inom Salo stad.

## Sevärdheter
- Pojo kyrka är en gråstenskyrka som är uppförd på 1400-talet.
- De före detta järnbruken Antskog, Billnäs, Fiskars och Åminnefors.
- Lantbruks- och hembygdsmuseet Gillesgården i Skarpkulla
- Thomasböle papperskvarns minnessten[23]
- Flemings sten
- Kasberget

## Friluftsliv
I Gumnäs har byföreningen byggt en 3,8 km lång naturstig. 2021 byggde de även två frisbeegolfbanor i området, Gumnäs 1 med 18 korgar och Gumnäs mini men 6 korgar.

## Kommunikationer
Järnvägen mellan Helsingfors och Åbo passerar genom Pojo, men numera finns inga hållplatser kvar. I Karis finns närmaste hållplats. Förr gjorde tågen uppehåll i Billnäs, Skuru och Fiskars.

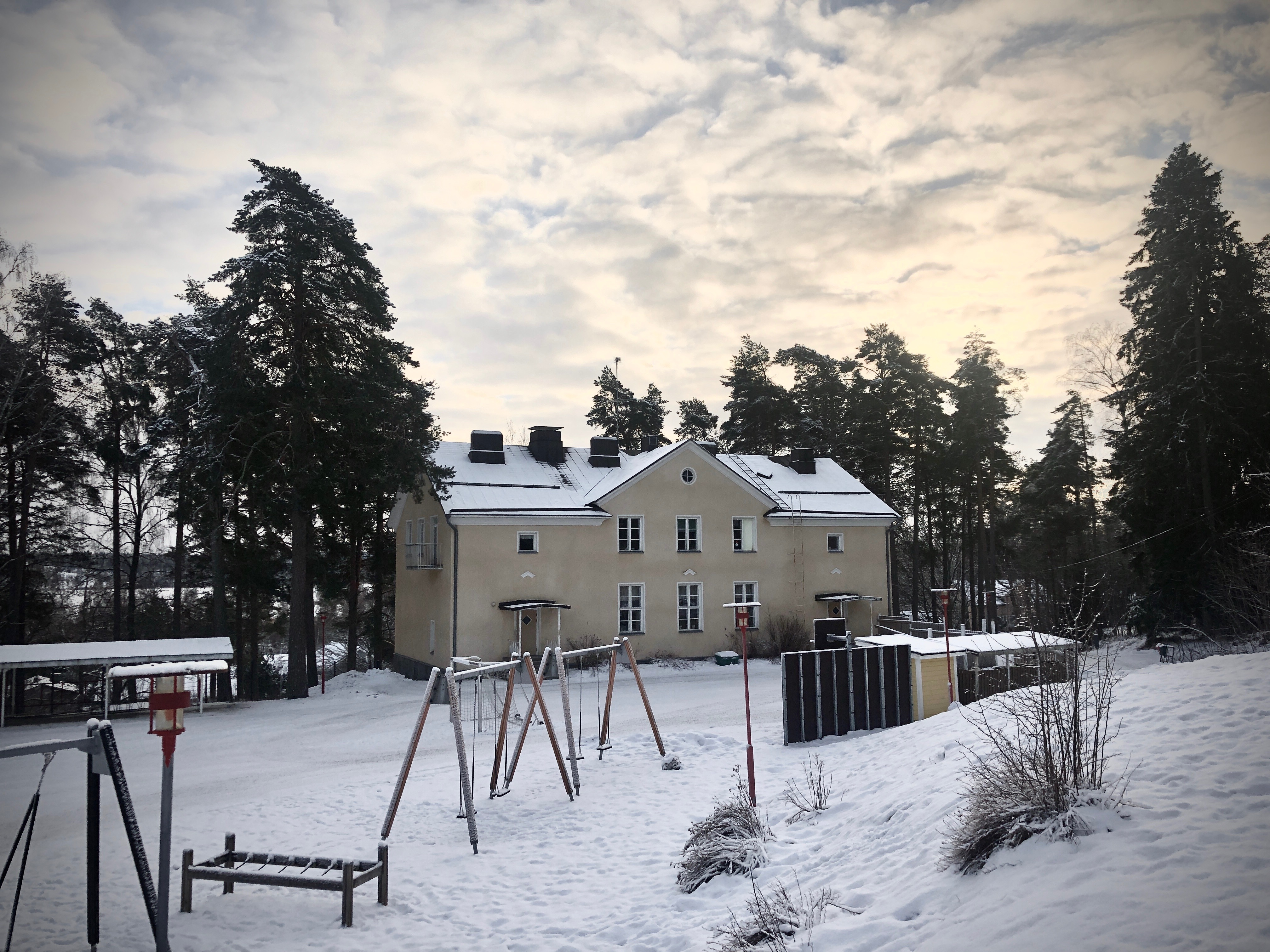
Pojo kyrkoby skola

## Kultur

### Andelslaget hantverkare, formgivare och konstnärer i Fiskars - Onoma
Fiskars bruk är ett aktivt centrum för kultur och konst. Konstnärer har lockats till området sedan 1980-talet och många är medlemmar i Andelslaget hantverkare, formgivare och konstnärer i Fiskars, som även driver butiken Onoma Shop samt arrangerar sommarutställningar. Andlelaget har 140 medlemmar (januari 2023). 

### Matkultur
Fiskars bruk har även blivit ett centrum för mathantverk och matkultur. I bruket finns flera restauranger och kafeér, samt mathantverkare såsom Brukettsom tillverkar öl, cider, vin, gin och whisky. I Fiskars har det även ordnats Slow Food Festival sedan 2010. Festivalen arrangeras av föreningen Slow Food Västnyland. Festivalen samlar tusentals besökare i oktober till bruket kring temat lokalt producerad mat. 

## Idrott och motion
På två golfbanor finns möjlighet att spela golf: Bruksgolf och Nordcenter Country Club. Idrottsinstitutet Kisakeskus ligger här. 

### Påminne
I Pojo ligger Finlands sydligaste slalombacke Påminne där man kan skida slalom på vintern. På sommaren kan man åka backbilar eller terrängcykel. 

### Fiskars Village Trail Center
I Fiskars bruk har föreningen Flowriders ry byggt banor i samarbete med Fiskars Oyj Abp. De ordnar också evenemang såsom Bike Expo som samlar cykelfantaster från hela landet.  

## Utbildning
I Pojo finns det tre skolor varav två är de finskspråkiga lågstadierna Fiskarin koulu och Pohjan kirkonkylän ala-aste samt en svenskspråkig skola Pojo kyrkoby skola. Klinkbackan koulu stängdes 2020 och eleverna flyttade mestadels till Kiilan koulu i Karis. 

## Politik

### Mandatfördelning i Pojo kommun, valen 1976–2004
| 5 | 13 |  |  | 5 | 2 |

| 5 | 14 | 6 | 2 |

| 4 | 14 |  | 6 | 2 |

| 2 | 11 | 4 | 9 |  |

| 4 | 12 | 3 |  | 6 |  |

| 4 | 12 | 3 | 8 |

| 2 |  | 12 | 2 | 8 | 2 |

| 2 |  | 12 | 3 |  | 8 |

| 16 | 11 |

## Kända pojobor
- Carl Jacob Malmberg, fotograf
- Peter Lindroos, operasångare
- Helene von Julin, CGE Mannerheims mor
- Emil Lindsay von Julin, brukspatron
- Albert Lindsay von Julin, bergsråd
- Johan Albert Edvard von Julin, industriman
- I. A. von Julin
- Sophie von Julin
- Ernst Linder, militär
- Bertel Gardberg, formgivare och silversmed
- Sture Lindholm, historiker och lärare
- Laura Madigan, cirkusartist
- Caj-Gunnar Lindström, nationalekonom
- Manne Runsten, målare
- Heidi Schauman, ekonom och samhällsdebattör
- Alf Lindblad, idrottare
- William Olsen, idrottare, lärare
- Reijo Stålberg, kulstötare
- Yrjö Kivivirta, backhoppare
- Erik Eriksson, idrottare
- Albert Winter, idrottare
- Rolf Kullberg, bankdirektör för Finlands Bank
- Olavi Lindén, formgivare